# Christoph Kottenkamp
Christoph Kottenkamp (* 28. Januar 1971 in Arolsen) ist ein deutscher Theater-, Kino- und Fernsehschauspieler. 

## Leben
Christoph Kottenkamp spielte in verschiedenen ZDF-Produktionen wie Da kommt Kalle und Unser Charly mit. Einem breiteren Publikum wurde er durch die Rolle des Steffen Feldhusen in der ARD-Telenovela Rote Rosen bekannt, welche er von 2007 bis 2008 spielte. 2010 kehrte er in die Serie zurück und war bis März 2011 dort zu sehen. Von 2011 bis 2015 war er in der ARD-Serie Verbotene Liebe zu sehen.
Im Jahr 2017 verkörperte er Old Shatterhand im Freilichtspiel Winnetou 1 in Engelberg, Schweiz. Er nahm somit an den ersten Winnetou-Freilichtspielen in der Schweiz teil.  Auch im Sommer 2018 spielte er Old Shatterhand in der Fortsetzung Winnetou 2.
Christoph Kottenkamp spricht neben Deutsch auch Englisch.

## Filmografie
- 2000: Cric&Croc (Regie: Stephane Tielemans)
- 2003: Kein Science Fiction (Regie: Franz Müller)
- 2003: Adelheid und ihre Mörder – Katzenjammer
- 2004: Muxmäuschenstill (Regie: Marcus Mittermeier)
- 2006: Julia – Wege zum Glück
- 2009: Short Cut to Hollywood (Regie: Marcus Mittermeier und Jan Henrik Stahlberg)
- 2009: Emilie Richards: Sehnsucht nach Neuseeland (Regie: Michael Keusch)
- 2007–2008; 2010–2011: Rote Rosen
- 2010–2011: In aller Freundschaft
- 2011–2015: Verbotene Liebe
- 2016: Bettys Diagnose – Nachtschicht
- 2018: Familie Dr. Kleist Gemeinsam statt einsam
- 2019–2023, 2025: In aller Freundschaft – Die jungen Ärzte
- 2020: SOKO Köln – Angst
- 2022: Ein Taxi zur Bescherung
- 2024: Käthe und ich: Der kleine Ritter
- 2024: Inga Lindström: Die vergessene Hochzeit